# Koaglutynacja
Koaglutynacja – szeroko wykorzystywany proces szczególnie przy wykrywaniu Neisseria meningitidis, Neisseria gonorrhoeae, Streptococcus pneumoniae i innych. Niektóre szczepy Staphylococcus aureus posiadają znaczne ilości powierzchniowego białka A które wykazuje duże powinowactwo do części Fc cząsteczki immunoglobulin. Wolny fragment Fab może w tym momencie wiązać antygen. Widoczna w tym momencie aglutynacja komórek gronkowca stanowi oznakę wiązania przeciwciał z antygenami.